# فيل روبرتو
فيل روبرتو (1 يناير 1949 - 30 أبريل 2025) هو لاعب هوكي الجليد كندي، ولد في نياجارا فولز في كندا. لعب في دوري الهوكي الوطني لفرق مونتريال كانيديينز وسانت لويس بلوز وديترويت رد وينجز وكولورادو روكيز وكليفلاند بارونز وكانساس سيتي سكاوتس بين 1969 و1978. لعب أيضًا في اتحاد الهوكي العالمي لفريق برمنجهام بولز.

## وصلات خارجية
- فيل روبرتو على موقع دوري الهوكي الوطني (الإنجليزية)
- فيل روبرتو على موقع قاعة مشاهير الهوكي (لاعب أن.إتش.أل) (الإنجليزية)
- فيل روبرتو على موقع EliteProspects.com (الإنجليزية)
- فيل روبرتو على موقع HockeyDB.com (الإنجليزية)
- فيل روبرتو على موقع Hockey-Reference.com (الإنجليزية)